# Christine Day
Christine Day (Jamaica, 23 d'agost de 1986) és una atleta jamaicana, especialista en la prova de 4x400 m, amb la qual ha aconseguit ser campiona mundial en 2015.

## Carrera esportiva
Al Mundial de Pequín 2015 guanya la medalla d'or en els relleus 4x400 m, per davant de les nord-americanes i britàniques. A més va aconseguir una medalla de plata i una altra de bronze en la mateixa prova, en les Olimpíades de Rio 2016 i Londres 2012, respectivament.